# George Moir Weir
Pour les articles homonymes, voir George Weir et Weir.
George Moir Weir (10 mai 1885–4 décembre 1949) est un homme politique canadien de la Colombie-Britannique. Il est député provincial libéral de la circonscription britanno-colombienne de Vancouver-Point-Grey de 1933 à 1941, ainsi que de Vancouver-Burrard de 1945 à 1949.
Weir est ministre de l'Éducation et Secrétaire provincial dans le cabinet. Il contribue à l'introduction d'une assurance médicale en Colombie-Britannique en 1935. 

## Biographie
Né à Miami au Manitoba, Weir étudie à l'université McGill et à l'université de Chicago. Il travaille ensuite comme professeur d'éducation à l'université de la Colombie-Britannique
Weir écrit The responsible government decade in Canada (1914), Survey of nursing education in Canada 
(1932), The separate school question in Canada (1934) et Our faith in liberalism (1947).